# Bistahieversor

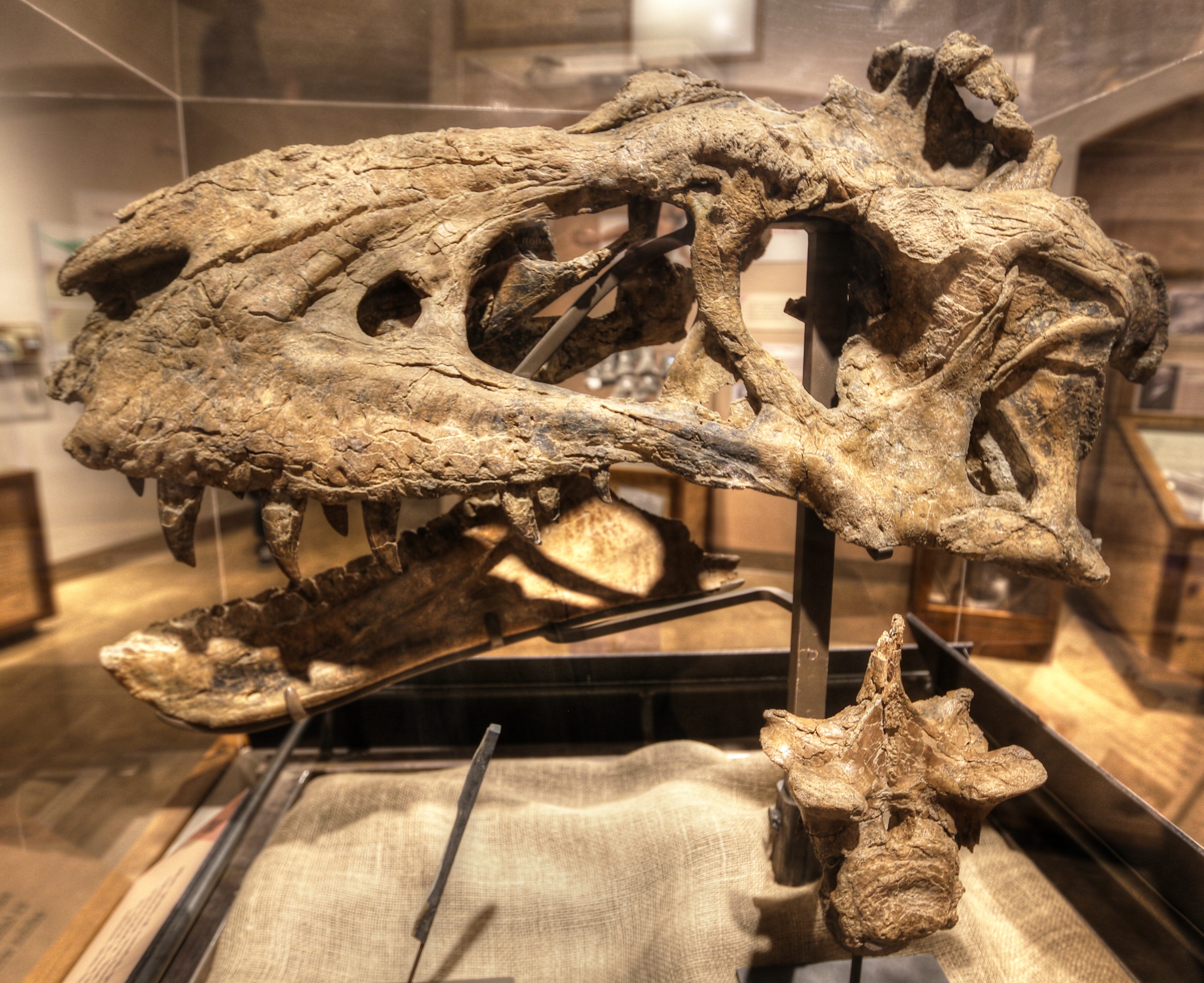
Koponya és csigolya az Új-Mexikói Természettudományi és Természettudományi Múzeumban

A Bistahieversor egy késő kréta időszakban élt tyrannosaurida theropoda dinoszaurusz, amely mintegy 74,5 millió évvel ezelőtt élt a mai Új-Mexikó területén. Nevének jelentése "Bistahi pusztító", utalva a Bisti/De-Na-Zin Wilderness területére, ahol maradványait felfedezték.

## Felfedezés és elnevezés
Az első maradványokat 1990-ben írták le, kezdetben az Aublysodon nemhez sorolva. Később, 2000-ben, a leleteket a Daspletosaurus nemhez kapcsolták. Végül 2010-ben Thomas Carr és Thomas Williamson alapos vizsgálatok alapján új nemként és fajként írták le, Bistahieversor sealeyi néven.

## Leírás
A felnőtt Bistahieversor hossza körülbelül 9 méter, tömege pedig legalább 2,5 tonna lehetett. Koponyája mély és robusztus volt, ami a későbbi tyrannosauridákra, például a Tyrannosaurus rexre is jellemző. Érdekessége, hogy 64 foggal rendelkezett, ami több, mint a Tyrannosaurus rex 54 foga. A koponya felett egy extra nyílás található, amely valószínűleg légzsákot tartalmazott a koponya súlyának csökkentése érdekében.

## Ősbiológia
A Bistahieversor endokranális morfológiájáról szóló 2020-as tanulmány rávilágított vadászati viselkedésére. Nagy szaglóhagymái rendkívül kifinomult szaglásra utalnak, míg a megnyúlt félkörös ívjáratok fokozott agilitást és fejlett tekintetstabilizációt jeleznek a fej mozgása közben. A Bistahieversor binokuláris látással is rendelkezett, ami lehetővé tette számára, hogy jobban lásson, mint a primitívebb ragadozó dinoszauruszok. A tanulmány megjegyezte, hogy bár a Bistahieversor kis látólebenyekkel rendelkezett, ez nem volt erős indikátora annak, hogy gyenge látása lett volna.

## Őskörnyezet
A Bistahieversor a Kirtland-formációban élt, amely meleg, nedves éghajlatú síkságokból és folyóvölgyekből állt, gazdag növényzettel. Élőhelyét más dinoszauruszokkal osztotta meg, mint például a Kritosaurus és a Pentaceratops növényevőkkel, valamint a kisebb ragadozó Saurornitholestes-szel. A Bistahieversor valószínűleg a tápláléklánc csúcsán helyezkedett el, és a környezetében élő növényevőkre vadászott.